# Bruciet

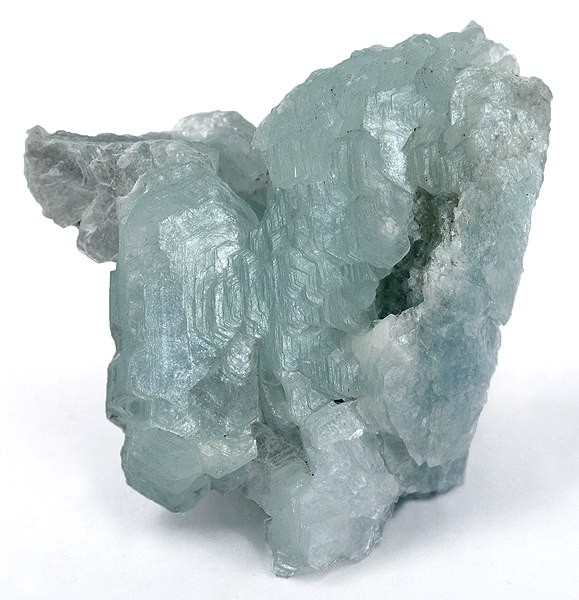
Bruciet

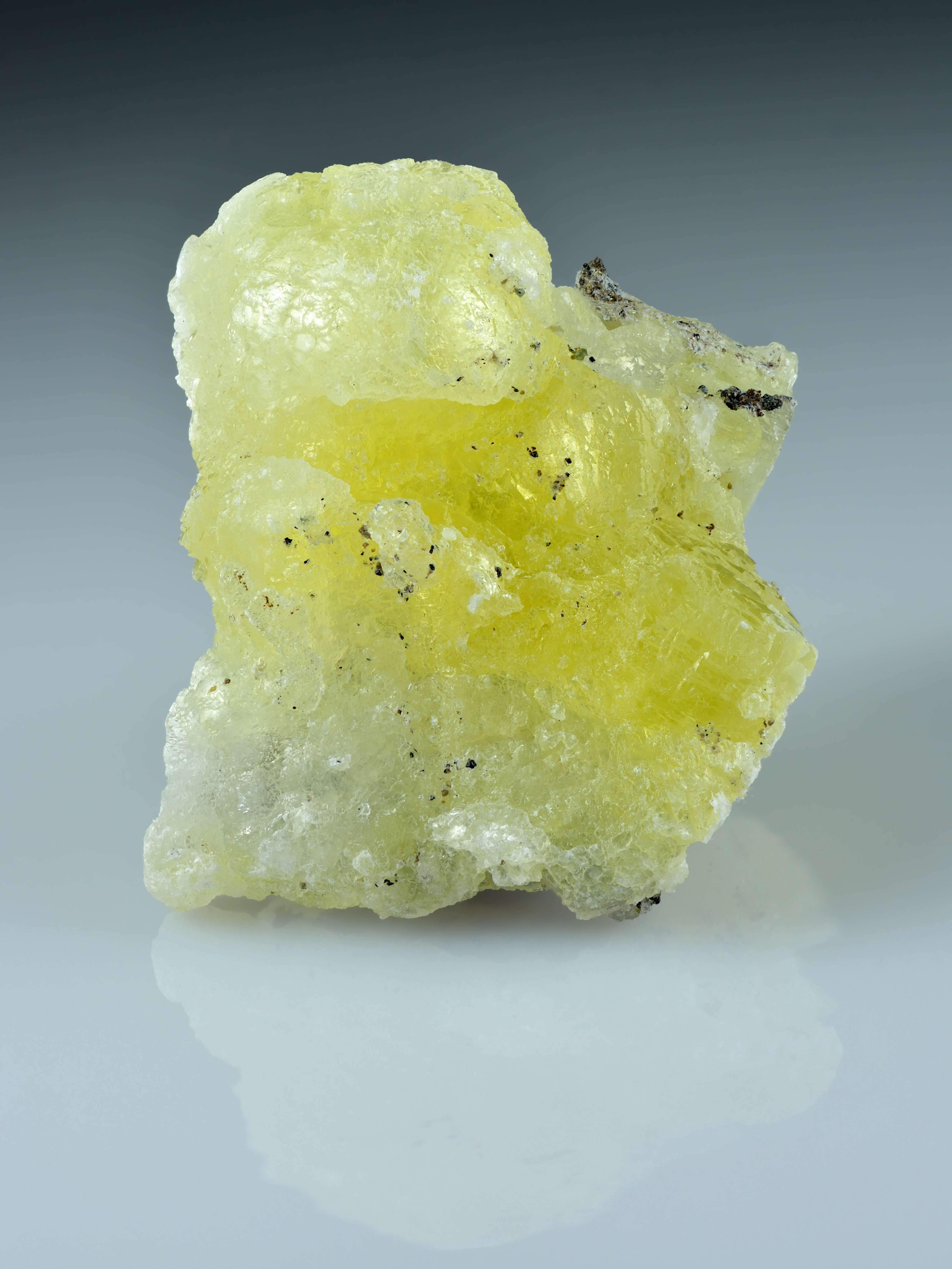
Bruciet

Bruciet is de minerale vorm van magnesiumhydroxide, met als chemische formule Mg(OH)2.

## Eigenschappen
Het mineraal heeft een parelwitte tot lichtgroene kleur. Het is doorzichtig met een perfecte splijting. Het heeft een hardheid van 2,5 tot 3 en een gemiddelde dichtheid van 2,39.

## Naamgeving
Bruciet is genoemd naar de Amerikaanse mineraloog A. Bruce (1777-1818).

## Voorkomen
Bruciet wordt vaak gevonden in hydrothermale aders in serpentijn. De meest belangrijke vindplaatsen zijn Wood's Chrome Mine, Cedar Hill Quarry, Lancaster County, Pennsylvania.